# Trieenia lasiocephala
Trieenia lasiocephala är en flenörtsväxtart som beskrevs av O.M. Hilliard. Trieenia lasiocephala ingår i släktet Trieenia och familjen flenörtsväxter. Inga underarter finns listade i Catalogue of Life.